# Microstars
Microstars är fotbollsfigurer som liknar exempelvis Ronaldinho eller Kaká. 
Man kan spela match med dem med hjälp av små "fotbollsplaner" som finns att köpa till. Under spelaren finns det en platta. Plattan finns i färgerna Grön, röd, blå, vit, silver, guld och svart där grön är sämst och svart är bäst. De svarta plattorna är dock ganska sällsynta. Under denna platta så står det hur bra spelaren i fråga är i exempelvis skott, tacklingar och passningar. Dessa egenskaper är då som bäst på en spelare med svart platta.